# André Léo

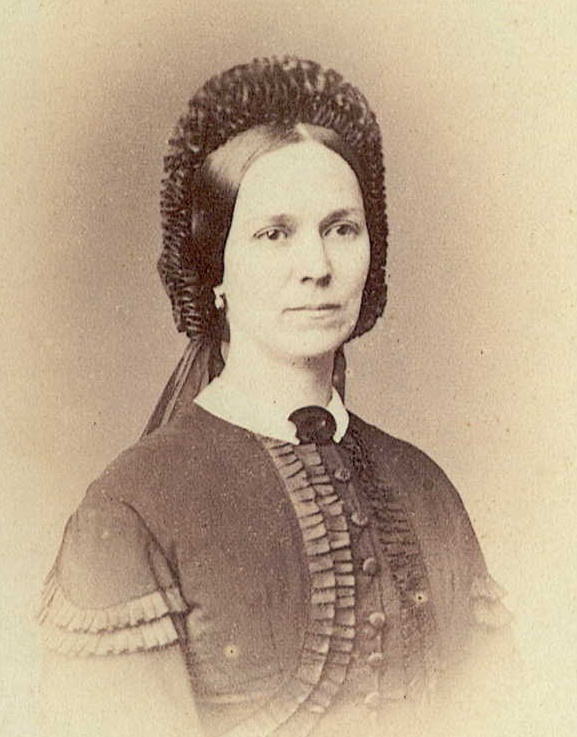
André Léo in Witwentracht 1863. Das Pseudonym besteht aus den Vornamen ihrer Zwillinge.

André Léo (* 18. August 1824 in Lusignan, Département Vienne; † 20. Mai 1900 in Paris; Pseudonym von Victoire Léodile Béra) war eine französische Schriftstellerin, Journalistin und Feministin.

## Leben

### Frühes Leben
An ihrem Geburtsort Lusignan verblieb Léo bis 1830, als ihre Familie ins nahe Champagné-Saint-Hilaire zog, wo ihr Vater als Notar arbeitete. 1851 floh sie von dort mit ihrem späteren Mann, dem Journalisten Pierre-Grégoire Champseix, vor der Polizei Napoléons III. nach Lausanne.

### Schriftstellerei und Feminismus

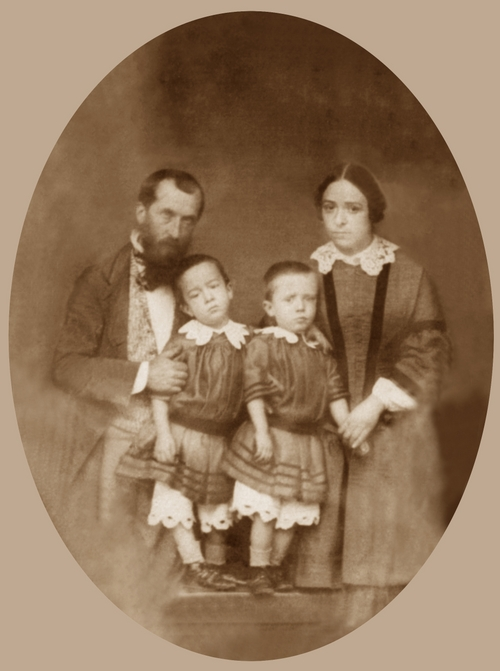
Grégoire und Léodile mit ihren Zwillingen André und Léo Champseix 1856

Ab den 1850er Jahren begann Léo ihre schriftstellerische und journalistische Tätigkeit; 1853 gebar sie ihre Zwillingssöhne André und Léo. Mit der Amnestie kehrten Grégoire und Léodile Champseix mit ihren Kindern nach Frankreich zurück und zogen nach Paris. Nachdem ihr erster Mann 1863 gestorben war, baute sie die Schriftstellerei zum Gelderwerb aus. Sie schrieb Frauenromane und Kommentare zu feministischen Personen. Dabei verband sie die Frauenfrage mit sozialistischen Ideen. In ihrer ersten theoretischen Schrift Beobachtungen einer Familienmutter an M. Duruy übte sie Kritik an der Dominanz des Katholizismus im französischen Schulsystem und forderte eine fortschrittlichere, dem Gedanken der Aufklärung verpflichtete Erziehung.
Mit ihrer Forderung nach Gerechtigkeit und Gleichheit bei gleichzeitiger Förderung des Individuums und freier Assoziation schuf sie einen neuen Feminismus, der sich vom Frühsozialismus und scharf vom Geschlechterbild Proudhons und anderer abhob.
1866 gründete sie in ihrer Wohnung die Société pour la Revendication des Femmes, die alsbald eine Sammelbewegung der wichtigsten Feministinnen dieser Tage wurde; so war Louise Michel Mitglied der Gruppe, die im Diskurs dieser Zeit den französischen Feminismus darstellte.
Die ausdrücklich für Männer offene Gesellschaft stellte nicht mehr die Geschlechterdifferenz in den Vordergrund, sondern betonte die Gleichheit der Geschlechter, führte die Unterschiede auf die Sozialisation zurück und forderte gleiche Bildungsmöglichkeiten für Frauen.
Obwohl Léo sich nicht ausdrücklich gegen die Familie wandte und darstellte, dass sich nicht nur die kapitalistische, sondern sehr wohl auch eine sozialistische Gesellschaft darauf gründen könne, war für sie eine wahrhaft demokratische Gesellschaft ohne die Freiheit der Individuen nicht denkbar. Diese zeige sich insbesondere in den individuellen Rechten der Frauen. Diese neue Form der feministischen Argumentation publizierte Léo 1869 in ihrem Werk La Femme et les Moeurs. Besonders stark kämpfte Léo gegen den Ausschluss der Frauen in der republikanisch gesinnten Männerschaft, die sich zwar ebenso gegen mangelnde Gesundheitsversorgung, Pauperisierung usw. wendeten, die Frauen aber aus der republikanisch-bürgerlichen Mitgestaltung fernhielten. Weiter kritisierte sie die soziale Rolle der Mutterschaft, die nur eine kurze Phase im Leben einer Frau sei, Mütter aus der Öffentlichkeit ausschließe und nicht auf Frauen ohne Kinder zutreffe, und forderte die Abschaffung des Erbrechts.
1868, mit 46 Jahren, lernt sie ihren zweiten Lebenspartner kennen, den 27 Jahre alten Benoît Malon.

### Internationale und Kommune

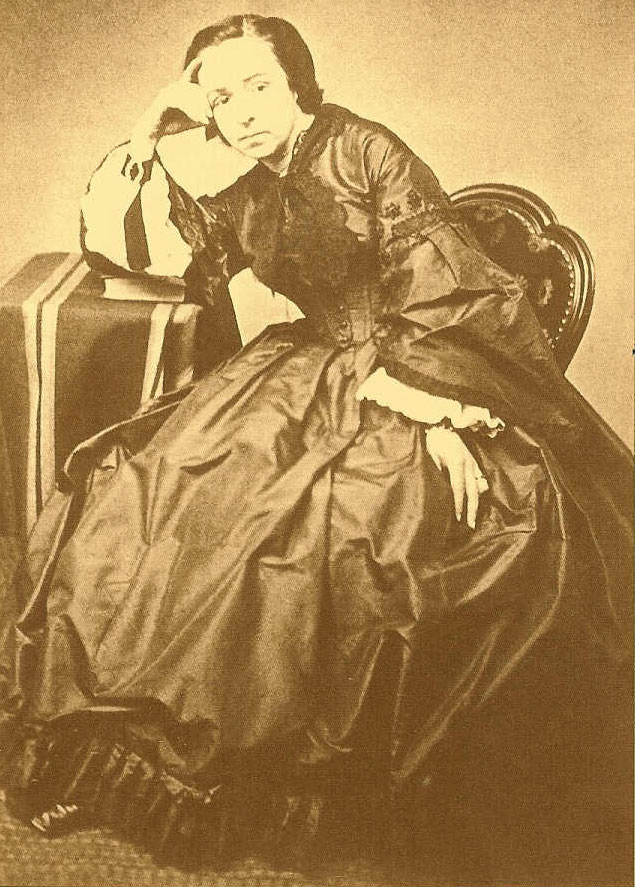
Léo in Paris, 1860er Jahre

Die Haltung Léos und ihrer Mitstreiter, den Begriff des Individuums als autonomes bürgerliches Subjekt von dem des Mannes zu trennen und auf alle Personen anzuwenden, führte mit der antifeministisch geprägten Pariser Sektion der Internationale zu starken Konflikten. Trotzdem trat Léo im Frühjahr 1869 in die Sektion Paris-Batignolles ein und schrieb bald darauf gemeinsam mit Michail Bakunin für die Zeitschrift Égalité der Genfer Sektion.
Wegen des sozialistischen Engagements gab es bald Differenzen innerhalb der Société pour la Revendication des Femmes, da nicht alle Frauen den Kapitalismus ablehnten und sich politisch eher bürgerlich-liberal einordneten. Dieser Konflikt führte zur Gründung der Frauenorganisation Association pour les Droits des Femmes im April 1870, die auch die Zeitschrift Droit des Femmes herausgab.
Die Politik der Dritten Republik, die am 4. September 1870 ausgerufen wurde, enttäuschte Léo. Sie kritisierte nicht nur die fehlenden Sozialreformen, sondern auch den erneuten Ausschluss der Frauen. Am 3. Februar 1871 schrieb sie in der République des Travailleurs, der Zeitung der sozialistischen Allianz: „Die Republikaner sind voller Inkonsequenz: Sie wollen nicht, dass die Frauen unter dem Einfluss der Priester stehen, aber es missfällt ihnen auch, wenn sie freie Denkerinnen sind und wie menschliche Wesen handeln wollen. Sie haben Gott und König abgesetzt, aber nur um sich an deren Stelle zu setzen.“
Am Aufstand der Pariser Kommune nahm Léo teil. Die Association pour les Droits des Femmes trug das Widerstandskomitee des Montmartre in wesentlichen Teilen, und Léo versuchte, neben der Arbeit in Kommissionen und Klubs, durch die Tätigkeit in der von ihr mitgegründeten Kommunezeitung La Sociale feministische Prinzipien zu befördern. Ein Erfolg dieser Arbeit war die gleiche Entlohnung für Lehrer, unabhängig vom Geschlecht.
Nach dem Sieg der Regierung in Versailles über die Bevölkerung von Paris gelang es Léo, in die Schweiz zu fliehen.

### Lausanne und London
In der Schweiz engagierte sich Léo in der Friedensliga und versuchte, sie zur Unterstützung der sozialen Revolution zu bewegen. In ihrer Rede auf dem Kongress am 4. September 1871 prangerte sie die verzerrten Darstellungen über die Ereignisse in Paris und das Massaker an den Kommunarden an. Dort kritisierte sie ebenfalls die durch die Kommunarden verübten willkürlichen Gewalttaten und Verhaftungen sowie die Zensurmaßnahmen, gegen die sie schon während des Aufstands angegangen war. Zu dieser Zeit machte sie erneut ihren Standpunkt deutlich, dass es keine Gleichheit ohne Freiheit und keine Freiheit ohne Gleichheit geben könne, und positionierte sich damit zwischen Sozialismus und Liberalismus. Ihre Rede, die schon mit Tumulten und Vorwürfen der Mitschuld begonnen hatte, endete damit, dass ihr das Wort entzogen wurde. Léos Versuch, das bürgerlich-liberale Lager zu gewinnen, war gescheitert.
André Léo verstärkte so erneut ihr Engagement in der Internationalen und gründete mit einigen weiteren ehemaligen Mitgliedern der Alliance die französische Sektion der Internationale, die sich alsbald in Sektion der Propaganda und der revolutionären Tat umbenannte.
Zur im September 1871 in London stattfindenden Geheimkonferenz von Marx und Engels wurden die Jurasektionen der Internationalen wie auch Léos Sektion nicht eingeladen. Dort wurde unter anderem beschlossen, die Zeitschriften der Internationale der Öffentlichkeit zu entziehen und Fragen nur noch in Komitees und dem Generalrat zu diskutieren, was Léo, als Journalistin und Gegnerin der Zensur, bissig kritisierte.
Als Antwort auf die Beschlüsse von London wurde auf den 12. November eine Konferenz in Sonvilier, einem Dorf im Schweizer Kanton Bern, einberufen, zu der die Sektionen der Internationale in der Schweiz eingeladen wurden und wo Léos Sektion der Propaganda und der revolutionären Tat in die Juraföderation aufgenommen wurde. In den nächsten Monaten breitete sich die Spaltung der Internationalen in ganz Europa in die Marxistische und die Antiautoritäre aus und Léo wurde in einem Schreiben des Generalrats der marxistischen Internationalen als eine der Hauptverantwortlichen dafür angegriffen.
1878 trennte sie sich von Benoît Malon und zog zu ihrem Sohn André Champseix nach Florenz, der dort Professor für landwirtschaftliche Chemie war.

### Spätes Leben
1880, nach der Amnestie der Kommunarden, begab sich Léo wieder nach Frankreich. Ihr Sohn Léo Champseix war dort Tiefbauingenieur. 1882–1883 wohnte André Léo in Italien und lebte in den 1890ern wieder in Poitiers, Saint-Mandé und Villeneuve-la-Garenne. In dieser Zeit schrieb André Léo Romane. 1885 starb ihr Sohn Léo, 1893 ihr zweiter Sohn André. Die Schriftstellerin arbeitete bis zu ihrem Lebensende im Jahr 1900 weiter und wurde an der Seite ihrer Söhne und ihres ersten Mannes auf dem Friedhof von Auteuil in Paris beigesetzt.

## Werke
- La Femme et les Mœurs
- Un Mariage Scandaleux
- Marianne
- Légendes Corréziennes
- La Guerre Sociale. Discours Prononcé au Congrès de la Paix.
- Coupons le câble!